# بسكال ابراهمي
بسكال ابراهمي يهويد هو ضابط إسرائيلي من الوحدات الخاصة يلقب بالقناص الأسطوري وقد سافر من فرنسا إلى إسرائيل عام 1977 وقد لقي حتفه في العمليات التفجيرية في ايلات جنوب إسرائيل في يوم الخميس 18 أغسطس من العام 2011 بعد أن قام مسلحون مجهولون بالهجوم على حافلتين تقل جنود إسرائيليين واسفر عنها مقتل 6 جنود واصابة 25 آخرين.
http://www.alrai.com/pages.php?news_id=419974
http://www.alresalah.ps/ar/index.php?act=post&id=38997